# Hypographa aristarcha
Hypographa aristarcha là một loài bướm đêm trong họ Geometridae.